# Iochroma lehmannii
Iochroma lehmannii es una especie que pertenece al género Iochroma

que se halla en los trópicos. Fue descrita por Friedrich August Georg Bitter. No hay subespecies Catalogue of Life.